# 壮盘短盘吸虫
壮盘短盘吸虫（学名：Brachydistomum briaracetabulum）为双腔科短盘属的动物。在中国大陆，分布于云南等地，营寄生生活，终末宿主林八哥以及寄生于胆囊。该物种的模式产地在云南。